# 10BASE5

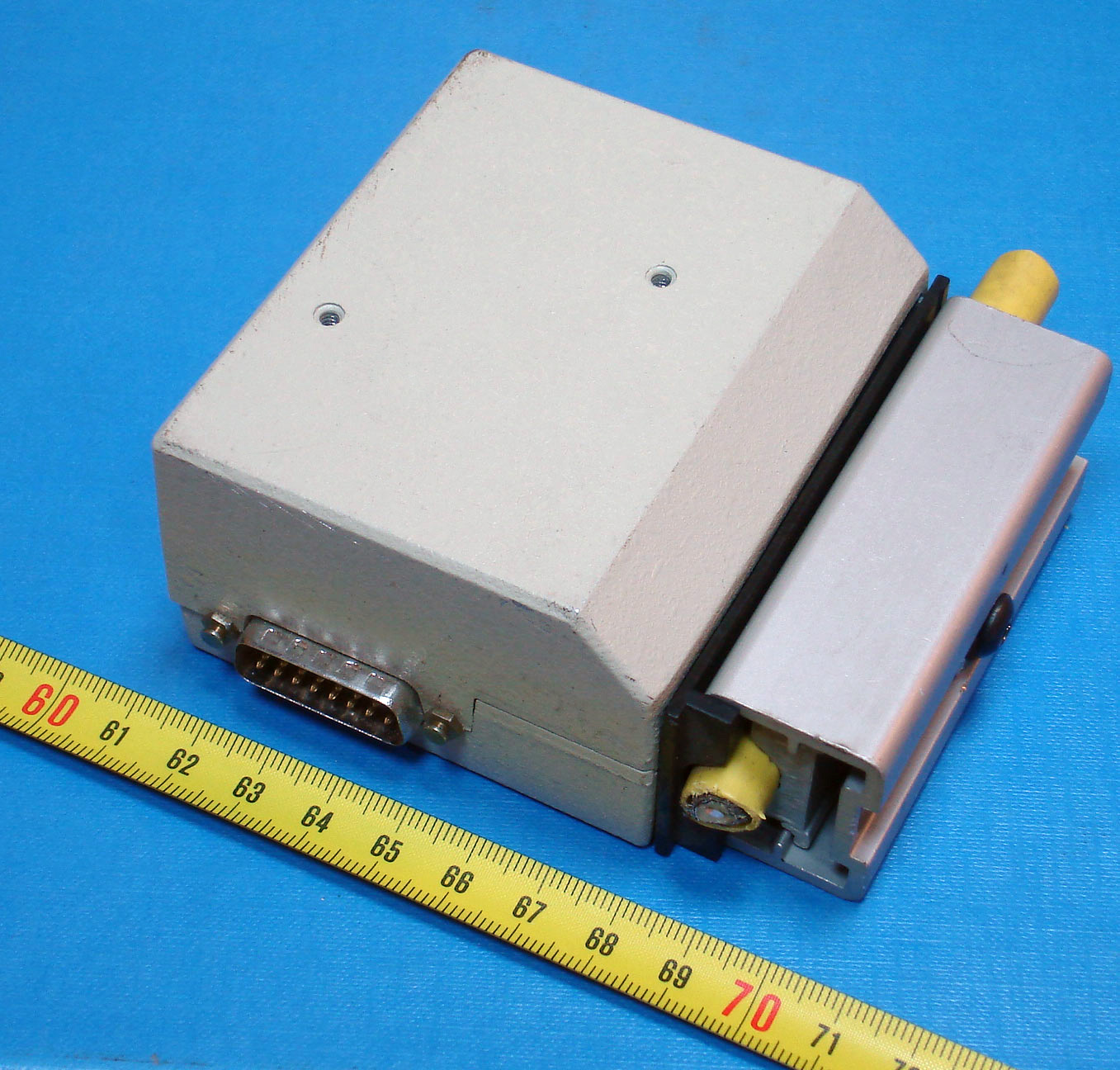
Un tranceptor per 10BASE5.

També coneguda com a Thick Ethernet (Ethernet gruixut), és la Ethernet original. Va ser desenvolupada originalment a la fi dels anys 1970 però no es va estandarditzar oficialment fins a 1983.
Utilitza una topologia en bus, amb un cable coaxial que connecta tots els nodes entre si. En cada extrem del cable ha de portar un terminador. Cada node es connecta al cable amb un dispositiu anomenat transceptor.
El cable usat és relativament gruixut (10 mm) i rígid. No obstant això és molt resistent a interferències externes i té poques pèrdues. Se li coneix amb el nom de RG8 o RG11 i té una impedància de 50 ohms. Es pot usar conjuntament amb el 10Base2.
El senyal és tret del bus mitjançant connexions vampir, entre les quals havia d'haver-hi
una distància mínima de 2,5 m. La connexió vampir es basava a punxar el bus amb una clavilla i fer contacte amb el centre del cable del bus, i així poder connectar-te a la xarxa. Aquest tipus de connexió s'utilitzava molt per connectar-te a la xarxa i fer ús d'aquesta sense permís del propietari. El problema d'aquesta connexió era que al propietari, amb cada connexió vampir que s'afegia a la xarxa, aquesta perdia amplada de banda i quan eren massa el propietari es ressentia de l'excessiu abús d'aquestes.

## Característiques
- Tipus de cable usat: coaxial RG8, RG9 o RG11
- Tipus de connector usat: AUI
- Velocitat: 10 Mbit/s
- Topologia usada: bus
- Mínima distància entre trasceptores: 2,5 m
- Màxima longitud del cable transceptor: 50 m
- Màxima longitud de cada segment: 500 m
- Màxima longitud de la xarxa: 2500 m
- Màxim de dispositius connectats per segment: 100
- Segueix la regla 5−4−3: és una norma que limita la grandària de les xarxes.

## Avantatges
- Pot ser usat en distàncies llargues.
- Té una immunitat alta a les interferències.
- Conceptualment és molt simple.

## Inconvenients
- No és flexible. És difícil fer canvis en la instal·lació una vegada muntada.
- Intolerància en els trams entre nodes per esbrinar quin falla.